# جیمز اورام
جیمز اورام (انگلیسی: James Oram؛ زادهٔ ۱۷ ژوئن ۱۹۹۳) دوچرخه‌سوار اهل نیوزیلند است.
از باشگاه‌هایی که در آن بازی کرده‌است می‌توان به تیم دوچرخه‌سواری وان اشاره کرد.
وی در مسابقات کشوری و بین‌المللی در مجموع برندهٔ ۱ مدال نقره شده‌است.